# 藤浪輝人
藤浪 輝人（ふじなみ あきと、1995年8月31日 - ）は、ジャパンラグビーリーグワン豊田自動織機シャトルズ愛知に所属するラグビー選手。

## プロフィール
- 京都府出身[1]。
- ポジションはフッカー(HO)。
- 身長 170 cm、体重 100 kg
- 関西学生代表に選ばれたことがある[2]。

## 略歴
2014年、伏見工業高校卒業後、天理大学に入る。なお伏見工業高校時代、高校日本代表候補に選ばれたことがある。
2018年、天理大学卒業後、Honda Heat(現・三重ホンダヒート)に加入。同年10月6日に行われたジャパンラグビートップリーグ第5節のパナソニック ワイルドナイツ戦にて途中出場で公式戦初出場を果たす。
2021年、豊田自動織機シャトルズ(現・豊田自動織機シャトルズ愛知)に加入。